# Calamaria eiselti
Calamaria eiselti este o specie de șerpi din genul Calamaria, familia Colubridae, descrisă de Robert F. Inger și Marx 1965. Conform Catalogue of Life specia Calamaria eiselti nu are subspecii cunoscute.